# Barvni model HSL
Barvni model HSL je barvni model, ki ga imenujemo drugače tudi HLS ali HSI (angleško: Hue Saturation Lightness). HSL prostor predstavimo kot dvojni storž. Sistem predstavitve je nelinearen.